# ديفيد برونو
ديفيد برونو (14 فبراير 1992 ببورتو في البرتغال - ) هو لاعب كرة قدم برتغالي في مركز الدفاع. شارك مع منتخب البرتغال تحت 18 سنة لكرة القدم ومنتخب البرتغال تحت 19 سنة لكرة القدم ومنتخب البرتغال تحت 20 سنة لكرة القدم ومنتخب البرتغال تحت 21 سنة لكرة القدم. أما مع النوادي، فقد لعب مع نادي بورتو وديسبورتيفو تروفينسي ونادي فريموند ‏ وFC Porto B ‏.

## روابط خارجية
- ديفيد برونو على موقع قاعدة بيانات كرة القدم.إي يو (الإنجليزية)
- ديفيد برونو على موقع Soccerway.com (الإنجليزية)
- ديفيد برونو على موقع AS.com (الإسبانية)